# Powiat zangezurski

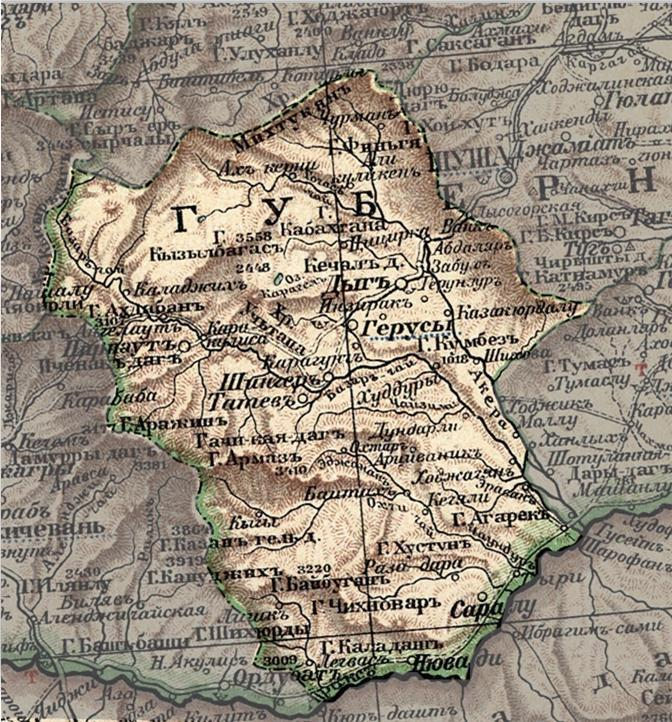
Powiat zangezurski w guberni jelizawietpolskiej 1868-1917

Powiat zangezurski (ros. Зангезурский уезд – Zangezurskij ujezd) – powiat („ujezd”) w składzie guberni jelizawietpolskiej Cesarstwa Rosyjskiego. Obejmował obszar krainy historycznej Zangezur na pograniczu dziejszej Armenii i Azerbejdżanu. 
Siedzibą władz powiatu zangezurskiego było miasteczko Goris. Powierzchnia powiatu wynosiła 6289,7 wiorst kwadratowych (7773 km²). Liczba mieszkańców wynosiła według szacunków z 1886 – 123 997 osób, według spisu powszechnego z 1897 – 137 871 osób, mieszkających w 75 miejscowościach. Ludność była głównie osiadła, tylko Kurdowie i część Azerów byli półkoczownikami. Według spisu z 1897 ludność powiatu tworzyli: 
- Azerowie (wedle ówczesnego nazewnictwa „Tatarzy”) – 71 206 osób – 51,6%,
- Ormianie – 63 622 osoby – 46,1%,
- Kurdowie – 1807 osób – 1,3%,
- Rosjanie, Ukraińcy („Małorusowie”) i Białorusini – łącznie 1006 osób – 0,7%.

Powiat zangezurski powstał 25 lutego 1868 z mocy ukazu carskiego z 9 grudnia 1867 tworzącego gubernię jelizawietpolską. W skład nowo utworzonego powiatu weszły ziemie istniejących wcześniej powiatu ordubadzkiego guberni erywańskiej i powiatu szuszyńskiego guberni bakijskiej. Ziemie te należały do Rosji od traktatów w Giulistanie z 1813 i w Turkmanczaj z 1829, kończących wojny rosyjsko-perskie. Wcześniej tereny te wchodziły w skład chanatu szuszyńskiego (karabaskiego) podległego Persji. 
Po upadku Cesarstwa Rosyjskiego tereny powiatu zangezurskiego stały się przedmiotem sporów i walk między Armenią i Azerbejdżanem. W wyniku tych wojen, po zagarnięciu Zakaukazia przez władzę bolszewicką, mocą układów między sowieckim Azerbejdżanem a Armenią w 1920 powiat zangezurski został podzielony między te republiki. 
Zachodnia część powiatu zangezurskiego weszła w skład Armenii pod dotychczasową nazwą. Powiat zangezurski istniał dalej w ramach niepodległej Demokratycznej Republiki Armenii, a następnie Armeńskiej SRR. W 1929 został zniesiony w ramach reformy administracyjnej polegającej na podziale republiki na okręgi i rejony; utworzono wówczas okręg zangezurski, który jednak istniał tylko do kolejnej reformy polegającej na zniesieniu okręgów w 1930.
Wschodnia część powiatu zangezurskiego weszła w skład Azerbejdżanu, tworząc najpierw powiat kurdystański ("Czerwony Kurdystan"), po jego zniesieniu w 1929 – okręg kurdystański, a po jego zniesieniu w 1930 – rejony laczyński, zangilański i kubatliński. 